# Kemokai Kallon
Kemokai Kallon (Kenema, 17 marzo 1972) è un ex calciatore sierraleonese, difensore.

## Biografia
Suo fratello maggiore Musa e suo fratello minore Mohamed sono a loro volta stati calciatori professionisti.

## Carriera

### Nazionale
Ha partecipato alla Coppa d'Africa del 1994.

## Palmarès

### Club

#### Competizioni nazionali
- Ligue 1 (Guinea): 2

Kaloum Star: 1995-1996
- Coppa del Libano: 1

Tadamon: 2000-2001
- Premier League (Sierra Leone): 1

Kallon: 2007
- Coppa di Sierra Leone: 1

Kallon: 2007